# Aéroport de Bourges
 (octobre 2018).
Si vous disposez d'ouvrages ou d'articles de référence ou si vous connaissez des sites web de qualité traitant du thème abordé ici, merci de compléter l'article en donnant les références utiles à sa vérifiabilité et en les liant à la section « Notes et références ».
L'aéroport de Bourges est situé à Bourges, dans le département du Cher, en France. Code OACI : LFLD. Il doit être classé dans la catégorie des aéroports, dans la mesure où il accueille des vols commerciaux et propose des services aux professionnels : AFIS, SSLIA, assistance en escale...
Il est ouvert au trafic (intra Shengen) commercial, régulier ou non, aux avions privés, aux IFR et aux VFR.
Propriété de l'État, la gestion a été confiée pour 25 ans à Bourges Plus, la communauté d'agglomération, en 2011. Il était géré par la Chambre de Commerce et d'Industrie du Cher jusqu'au 31 décembre 2016. Le 1er janvier 2017, l'exploitation est confiée à une société privée, Edeis, par une convention de Délégation de Service Public. Edeis crée à cet effet la Société d'exploitation de Bourges Aéroport (SEBA), devenue Edeis Aéroport Bourges en mars 2018.

## Histoire
La création de l'aéroport remonte à 1928. Il est né de la volonté d'un pilote, Marcel Haegelen, œuvrant au profit d'un constructeur d'avions, cherchant à implanter une école de pilotage au sud de la Loire. Il rencontre à Bourges, en novembre 1927, Henri Laudier, maire de la ville à l'époque. Enthousiasmé par le projet, le maire multiplie les rencontres et les démarches pour recueillir les fonds permettant la création de l'aéroport.
L'histoire de l'aéroport et de son quartier, ainsi que celle de l'industrie aéronautique liée, a été relatée par Roland Narboux.

## Compagnies et lignes
Il n'y a actuellement pas de vols réguliers desservant l'aéroport. Une liaison vers le hub de Clermont-Ferrand a été envisagée à la fin des années 1990. L'aérogare avait été réaménagée dans ce but, mais la ligne n'a jamais vu le jour. Des vols charters vers le Maroc ont eu lieu au milieu des années 1990.
L'aérodrome accueille de l'aviation d'affaires, du taxi aérien, des opérateurs de travail aérien (surveillance de gazoduc et de lignes électriques, prises de vues, études thermographiques...) et des vols d'entrainement militaires et civils ainsi que de l'aviation de tourisme.

## Évolution du trafic
L'activité aérienne oscille entre 12 et 17 000 mouvements par an. Des pics à 25 000 mouvements ont été enregistrés dans les années 1990.

## Industrie
L'aéroport de Bourges n'accueille pas de site industriel. Une société locale, SC Aéro, dont le siège social est situé à Saint-Doulchard (commune de Bourges Plus), loue un hangar sur le site. Pendant de nombreuses années, une usine de construction aéronautique, aujourd'hui MBDA, a contribué à l'activité aéroportuaire.

## Utilisateurs basés
L'UAC (Union Aéronautique du Centre), est une fédération d'associations : 
- vol moteur Bourges (Aeroclub Vol Moteur Bourges)[3]

- vol à voile (Bourges Planeurs)[4]
- aéromodélisme (BAM)[5]

L'aéromodélisme est également présent avec le club du comité d'entreprise de MBDA, qui utilise les installations.
L'école d'ULM de Lurcy-Lévis a monté une antenne à Bourges, elle propose des cours de pilotage.
Bourges Voltige : école de voltige.

## Accès
L'aéroport est desservi par les lignes de bus 20 et 25 du réseau de bus AggloBusTransports en commun de Bourges. Il est aussi possible de si rendre en voiture par la N151. Un parking est situé devant l'aéroport.